# Prizren
Prízren (albanska določna oblika Prizreni) je mesto na Kosovu, za Prištino drugo največje mesto v tej delno priznani državi. Leta 2011 je imelo mesto okoli 85 119 prebivalcev. Prizren je upravno središče občine Prizren, ki ima okoli 187 000 prebivalcev, in leži ob vznožju Šar planine v jugozahodnem delu države blizu albanske meje. Je tudi sedež skopsko-prizrenske rimskokatoliške škofije, katere škof je bil mdr. Slovenec Janez Frančišek Gnidovec in nominalno tudi Raško-Prizrenske eparhije Srbske pravoslavne cerkve (dejansko ima sedež v samostanu Gračanica).